# 애들레이 스티븐슨
애들레이 유잉 스티븐슨 2세(Adlai Ewing Stevenson II, 1900년 2월 5일 ~ 1965년 7월 14일)는 미국의 민주당 소속 정치인이었다. 그는 높은 지적인 기풍과 뛰어난 인품, 선량한 행실, 무엇보다 민주당에서 리버럴한 신념을 웅변한 인물로 알려져 있다. 초년부터 스티븐슨은 외교 정책에 흥미와 열정을 가졌다. 그는 변호사를 본업으로 해군 장관 법률고문과 특별 보좌관을 지냈다. 뒤이어 스티븐슨은 미국 국무부의 국원으로서 유엔의 형성을 위한 계획에 참가하였다. 그는 일리노이주 주지사로 1949년부터 1953년까지 재임했고, 1952년과 1956년 드와이트 D. 아이젠하워를 상대로 대선에 두차례 출마하였으나 매번 압도적으로 패했다.
말년에 스티븐슨은 자신의 웅변으로 국민들에 의하여 존경받았다. 그의 사려깊고 통찰력 있는 연설은 걍팍한 이기주의와 무지로부터 다른 이들을 해방시킨다는 평가를 받았다. 그는 정의와 평화, 인류의 복리를 보호하다는 신념적 열정에 굳건히 살았다는 평가를 받았다. 대통령 선거 낙선자로서는 이례적으로 높은 평가를 받은 인물이기도 하다.

## 어린 시절과 경력

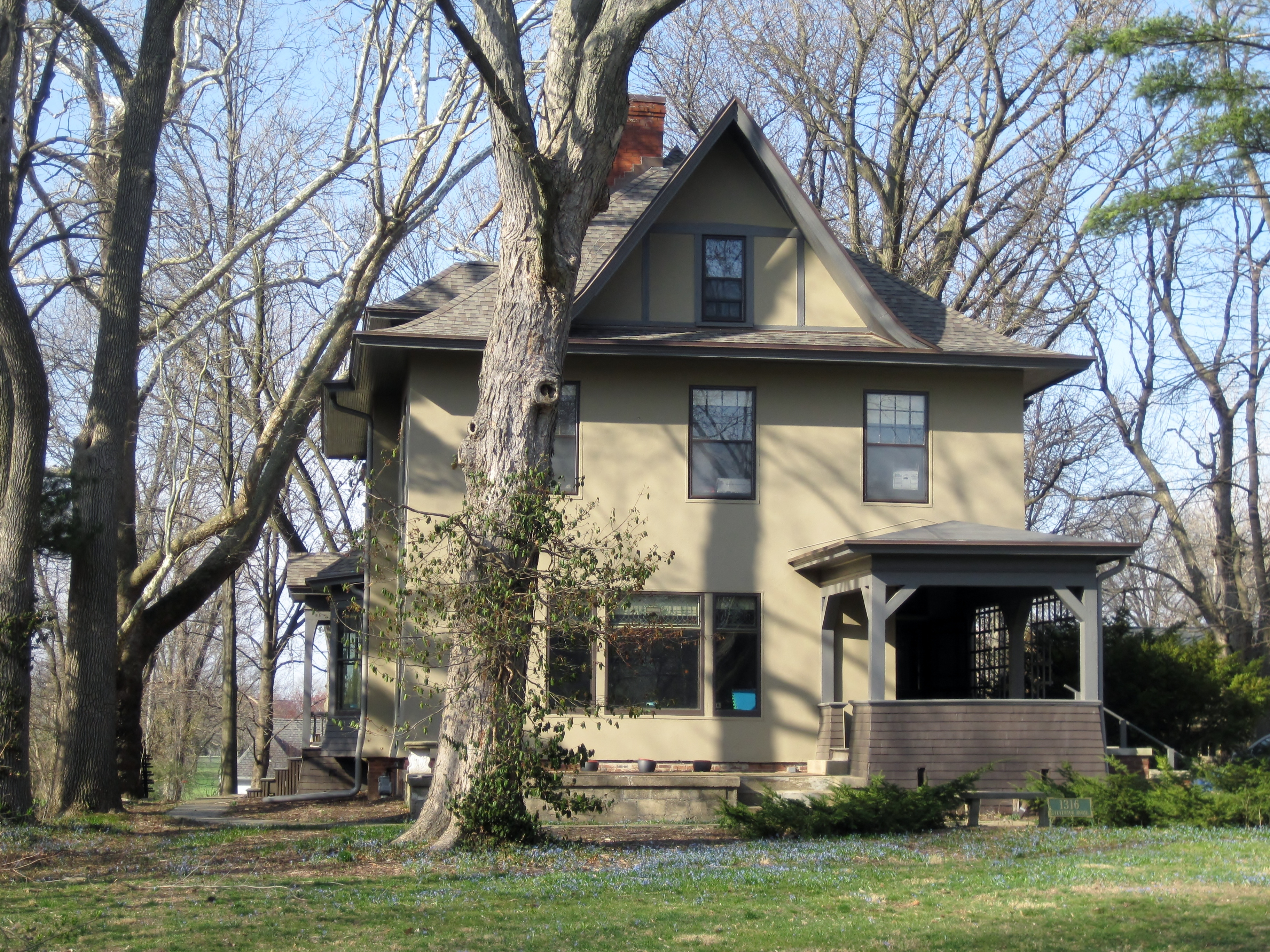
일리노이주 블루밍턴에 있는 스티븐슨이 어린 시절을 보낸 저택

로스앤젤레스에서 태어난 스티븐슨은 일리노이 주의 정치 명가 출신이었다. 그와 이름이 같은 조부 애들레이 E. 스티븐슨은 미국의 부통령을 지냈다. 부친 루이스 그린 스티븐슨은 직무에 전혀 선출되지 않았으나 1914년부터 1917년까지 일리노이주의 주 국무장관을 지냈고, 1928년 민주당 부통령 후보의 강력한 후보자로 숙고되었다. 그의 모친은 헬렌 데이비스 스티븐슨이다. 헬렌의 조부는 블루밍턴의 신문 데일리 팬터그래프를 창립하였다. 가족은 스티븐슨의 일생 내내 그 신문을 경영하였다.
스티븐슨은 현재 블루밍턴이라고 불리는 일리노이주 리버티빌에서 자신의 누이 엘리자베스와 자라났다.
스티븐슨이 열두살이었을 때 그의 일생 내내 영향을 미친 비극적 사고가 일어났다. 스티븐슨이 자기 집 파티 중 자신의 형의 사냥총을 보여주다가 잘못으로 "루스 머윈"이라고 불리는 열여섯 살의 놀이 친구를 쏘아 죽였던 것이다. 스티븐슨은 너무나 큰 충격을 받았고, 성인이 되어서나 아내와 자식들에게도 이 사고에 대해서 이야기 하지 않았다. 그러나 1955년, 비슷한 사고를 겪은 아들을 둔 한 여성의 이야기를 들었을 때 그는 그 여성에게 "이제 그 아이는 두 사람 몫의 삶을 살아야 합니다"라고 편지를 썼다. 많은 이들은 그가 공직에서 보여준 헌신이, 이 사고에 대한 거대한 죄책감에서 비롯되었을 것이라고 평가한다.
고등학교에서 자신의 주니어 학년(=11학년)이 끝난 후 스티븐슨은 블루밍턴을 떠났다. 그는 블루밍턴의 북부에 자리잡은 쌍둥이 도시 노멀에 있는 유니버시티 고등학교로부터 자신의 졸업 증서를 받았다. 고등학교 시절 후에 그는 자신이 스포츠, 연기와 저널리즘에 참가한 이름난 초트 스쿨에서 대학 예비 학교에 참석하였다. 스티븐슨은 학교의 신문 더 뉴스의 비지니스 담당자를 지내고 편집장으로 선출되었다.
1918년 스티븐슨은 해군에 입대하여 1등병의 계급에 복무하였다. 그러나 1차대전에 참전하지 못하고 전쟁이 끝났다.
스티븐슨은 프린스턴 대학교에서 수학하여 데일리 프린스터니언의 담당 평집자와 쿼드랭글 클럽의 회원이 되었다. 그는 1922년 문학사를 받았다. 스티븐슨은 프린스턴에서 피 델타 세타(Phi Delta Theta) 친목회의 회원이었다.
프린스턴 대학교를 졸업한 후, 스티븐슨은 하버드 로스쿨에 수학하는 데 자신의 부친에 의하여 압박에 놓였으나 몇몇의 학업들을 실패하고 자퇴하였다. 스티븐슨은 블루밍턴으로 돌아와 가족이 경영하는 신문 데일리 팬터그래프를 위한 저자가 되었다.
대법관 올리버 웬들 홈스 주니어와 대화에 이어 하버드를 떠난 후 스티븐슨은 다시 법률에 흥미를 가지게 되었다. 그는 노스웨스턴 대학교 법학대학원에서 자신의 법학 학위를 끝내기로 결정하였다. 스티븐슨은 한주 동안 수업들에 참석하였고, 주말에 팬터그래프를 위하여 기사를 쓰는 데 블루밍턴으로 돌아왔다.
스티븐슨은 1926년 노스웨스턴으로부터 법학 학위를 받았고, 그해에 일리노이 주립 사법 시험을 합격하였다. 그는 낡고 보수적인 시카고의 법률 상사 커팅, 무어 앤드 시들리(Cutting, Moore & Sidley)에서 직위를 얻었다. 이 기간 동안 그는 시카고의 사교계에서 인기있는 회원이 되었다.

## 결혼 생활과 자식들
1928년 스티븐슨은 부유한 사교계 명사 엘렌 보든과 결혼하였다. 스티븐슨 부부는 3명의 아들 - 보든 (1930년), 애들레이 3세 (1932년)과 존 펠 (1936년)을 두었다. 애들레이 3세는 결국적으로 자신의 부친의 정치적 선례를 따랐으며 1970년부터 1981년까지 일리노이주의 연방 상원의원을 지냈다.
1949년 9월 일리노이주 지사로서 자신의 기간 동안 스티븐슨은 자신과 엘렌이 헤어졌다고 발표했고, 그 해 말 이혼하였다. 아들인 애들레이 3세는 어머니의 강압적인 성격과 불성실함이 원인이었다고 회고하였다. 스티븐슨의 전기작가들은 엘렌이 일종의 정신병을 앓고 있었다고 판단하였다.
스티븐슨은 블루밍턴의 유니테리언 교파 교회에 평생 출석했으나, 장로교 교회에도 이따금 출석했으며 목사와도 친분이 있었다.
자신의 여생 동안 스티븐슨은 워싱턴 포스트의 발간인 캐서린 그레이엄을 포함한 다양한 여성들과 연애하였다. 그는 당시 억만 장자의 부인 마리에타 트리와 애인 관계였다. 하지만 스티븐슨은 전혀 재혼하지 않았다.

## 1933년 ~ 1948년
1933년 7월 스티븐슨은 프랭클린 D. 루스벨트 대통령의 뉴딜 정책의 일부인 농업조정국(AAA)의 상담고문인 제롬 프랭크에게 특별 변호사 겸 보좌관으로 채용되었다. 1934년 금주법의 폐지에 뒤이어 알콜 산업의 활동을 규제한 농업조정법의 자회사 연방 알콜 통제국(FACA)의 대표 변호사가 되었다.
1935년 스티븐슨은 법률을 실습하러 시카고로 돌아왔고, 시민단체 활동에 참여하기 시작했다. 제2차 세계 대전의 시작에 1939년과 1940년 그는 화이트 협회(연합군 원조에 의한 미국을 방어하는 협회)의 시카고 지점의 의장이었다.
이 같은 시기 동안 스티븐슨 가족은 자신들이 저택을 지은 리버티빌 근처에 있는 데스 플레인스 강에 대지의 70 에이커 지대를 매입하였다. 리버티 사유지에서 자신이 비교적 적은 시간을 보냈지만, 스티븐슨은 농장을 자신의 집처럼 여겼다.
1940년 루스벨트 대통령에 의하여 새롭게 임명된 해군 장관 프랭크 녹스 대령은 스티븐슨에게 주요 법률고문과 특별 보좌관으로 자리를 주었다. 스티븐슨은 녹스의 연설들을 썼으며 위원회들에 녹스 장관과 해군을 대표하여 다양한 전역을 순회하였고, 많은 행정적 임무들을 다루었다. 1943년 12월부터 1944년 1월까지 그는 국가 경제에 보고하러 외국경제법을 위하여 이탈리아로 특별 사절에 참가하였다. 사절단 활동 후 스티븐슨이 쓴 보고서는 매우 높은 평가를 받았고, 그에게 새로운 직위들이 주어졌다.
그해 4월 녹스가 사망한 후, 스티븐슨은 시카고로 돌아와 시카고 데일리 뉴스에서 녹스가 소요했던 지배지분 주식을 매입하는 데 시도하였으나, 그 몫의 신디케이트(syndicate)는 경매 상대 측에게 더 비싼 값을 불려 넘어갔다.
1945년 스티븐슨은 국무부에서 자신에게 제의한 임시직을 받아들였다. 그는 이제 막 탄생하는 국제 기구, 국제 연합을 위해 국무 서기관보 아치볼드 매클리시와 일하는, 국무장관의 특별 보좌관으로 임명되었다. 그해 후반에 스티븐슨은 국제 연합 기구 예비 위원회에 미국의 대리자로서 런던에 갔으며, 다음해 2월까지 그 직위에 있었다. 사절단의 우두머리가 병이 들자, 스티븐슨은 그의 역할을 대신하였다. 국제연합 예비 위원회에서 스티븐슨의 임무, 특히 소련 대표들과 교섭하면서 남긴 성과로 1946년과 1947년 유엔의 미국 측 대표로 임명되었다.
1948년 스티븐슨은 민주당원으로서 일리노이주 지사 선거 레이스에 들어갔다. 그해 11월 선거는 민주당에게 압도적 대승리였고, 공화당의 현직자 드와이트 H. 그린은 패하였다. 일리노이주 지사로서 그의 성취들 중에 주요한 것들은 다음과 같다. 공공 교육을 위한 기금을 2배로 올렸고, 주립 경찰의 정치적 이유에 따른 임용을 금지했으며, 불법 도박을 단속하고, 주립 고속도로들을 개선시키는 등 이었다. 스티븐슨은 또한 주립 반공단의 형성을 거부하기도 하였다. 그는 이 단체가 "우리에게 더욱 위험할 것이다"고 믿었다. 그리고 아직 그는 공산주의, 그 위험성들, 단점들과 세계의 무대에 수행하고 있던 역할에 관하여 솔직하게 연설하였다. "여러분들은 진짜 간첩이 충성 서약서에 서명할까 말까 망설일 거라고 생각하십니까? 진짜 위험한 인물들은 주의 깊고 면밀한 수사로 잡아낼 수 있지, 고작 종이쪼가리로 잡아낼 수 있는게 아닙니다." 그는 인기있는 공공 연설가로서, 비판적인 연설도 지적이고 유머러스하게 발표하는 것으로 전국적인 평판을 얻었다.
1949년 스티븐슨 주지사는 소련을 위하여 스파이로 고발된, 유엔의 설립과정에 연루된 미국 국무부의 공무원 앨저 히스의 첫 재판에서 성격증거자로 출석했다.

## 1952년 대통령 선거

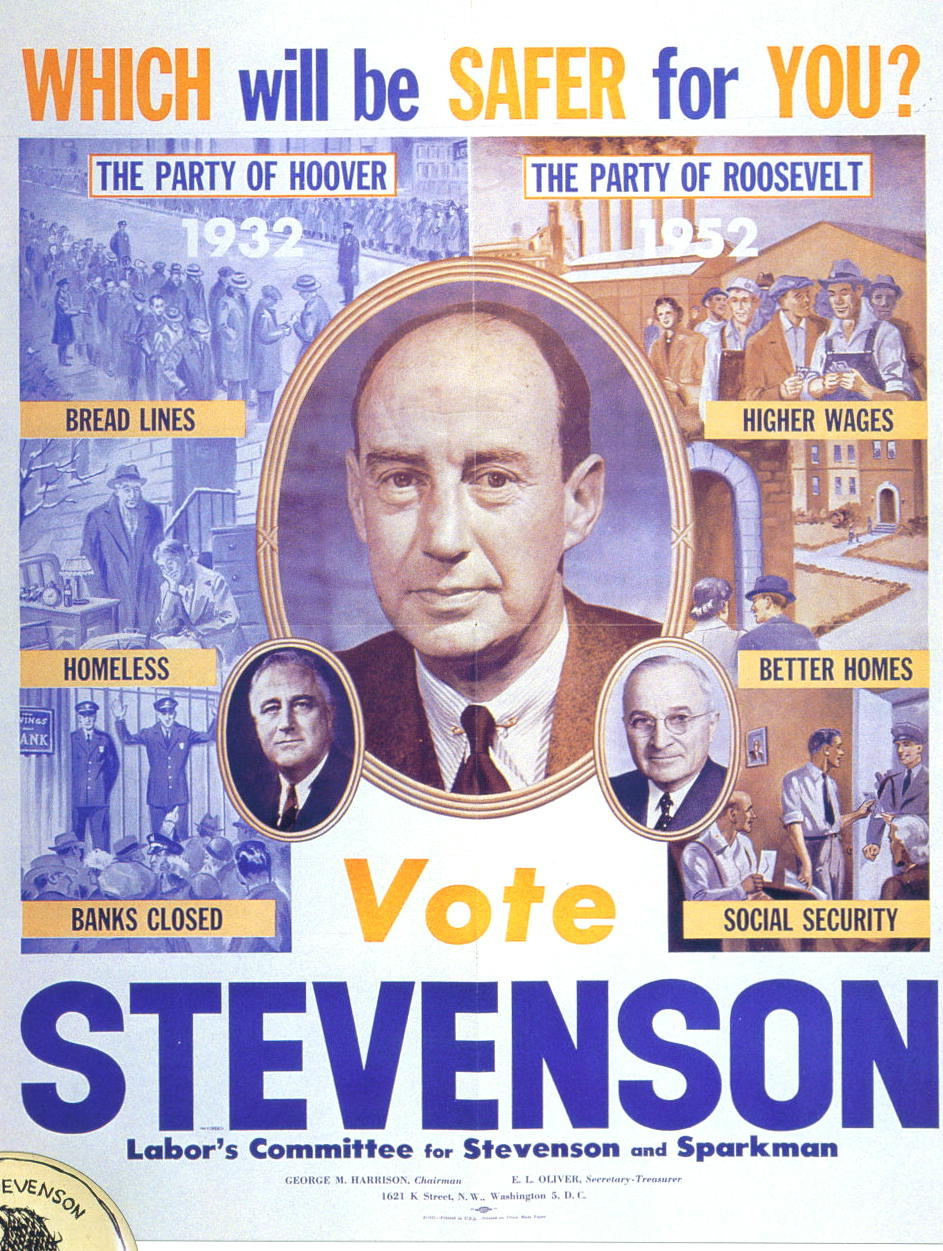
1952년 미국 대통령 선거 운동이 있는 동안 나온 스티븐슨의 포스터

1952년 초순 스티븐슨이 아직도 일리노이주 지사였던 와중에, 해리 트루먼 대통령은 재선에 출마하지 않겠다고 밝혔다. 트루먼은 대신에, 스티븐슨을 불러 차기 대통령 출마 시 지원하겠다며 설득했다. 스티븐슨은 우선 망설였고, 자신이 2번째 주지사 임기를 위한 재선에 집중하고 싶다고 밝혔다. 그러나 막후에서는 그의 지지자들이 "스티븐슨 지명(드래프트)" 운동을 벌이기 시작했고, 트루먼이 그 사이 찾아본 다른 후보자들은 대통령이 되기에 치명적인 결점이 있었다. 이를 테면 트루먼의 바클리 부통령처럼 너무 늙었거나, 공직 경험이 없거나, 인기가 부족하거나, 지나치게 계파 관리에만 몰두한다는 식이었다.
결국 그가 별로 내켜하지 않는 것과 별도로, 스티븐슨은 시카고에서 열린 1952년 민주당 전당대회에서 지명을 받아들였다. 그는 스스로를 익살스럽게 "달걀머리"라고 불렀는데, "만국의 달걀머리여, 단결하라! 잃을 것은 계란 노른자 뿐이다!"라는 식의 익살을 부렸다. 또한 매카시즘을 적극적으로 반대하였다.
스티븐슨의 특이한 지적이고 유머러스한 연설 스타일은 많은 지식인과 저널리스트들에게는 인기를 끌었지만, 공화당 지지자들과 노동계급의 민주당 지지자들에게는 귀족적인 인물로 비쳐지게 만들었다. 1952년 대통령 선거 운동이 진행되는 동안 동안 공화당 부통령 후보 캘리포니아주의 상원 리처드 닉슨은 스티븐슨을 경멸적 어조로 "지식인"이라고 불렀다. 스티븐슨 역시 야심에 가득찬 닉슨을 경멸했다. 많은 사람들은 닉슨과 스티븐슨이 일종의 대척점에 있는 정치가였다고 평가한다.
드와이트 D. 아이젠하워를 상대로 1952년 대통령 선거에서 스티븐슨은 남부를 제외하고는 크게 패했다. 그는 9개의 주만을 이기고, 선거인단에서 442 대 89로 패하였다.
선거 운동 중에 한 보도 사진은 스티븐슨의 구두 바닥에 구멍이 난 것을 드러냈다. 이 일은 그의 절약 정신과 친근한 소탈함을 부각시켰다.
스티븐슨의 패배의 원인 중에 하나는 선거의 전투적인 면모를 피해왔기 때문에라는 분석이 있다. 그는 지지자만의 대통령이 아닌 전체 국민의 대통령이 되려고 했다는 평가도 받았다. "당신은 미국인들에게는 너무 과분한 사람이지요." 한 지지자의 편지 역시 같은 평가를 내렸다.
자신의 패배에 이어 스티븐슨은 아시아, 중동과 유럽을 통하여 여행을 다녔으며 Look 잡지를 위하여 자신의 여행들에 관하여 썼다. 그가 미국 정부의 공식 특사로서 여행한 적은 없었지만, 스티븐슨의 국제적 평판 덕에 그는 많은 외국의 공직자들과 접견할 수 있었다.

## 1956년 대통령 선거
아이젠하워가 재선 레이스를 압도적 대승으로 장식하려 나아가는 동안, 민주당원 일부는 1956년 대통령 후보 지명에서 여전히 스티븐슨을 원했다. 테네시주 상원 에스테스 케파우버와 뉴욕주 지사 W. 애버렐 해리먼에 의하여 도전을 받았지만, 스티븐슨은 후보 지명을 확보하기 위해 더욱 공격적으로 선거 운동을 벌였다. 스티븐슨은 사실 별다른 경선 없이 추대를 받기를 희망했기 때문에, 이런 격렬해진 선거전에 당황했다. 트루먼 전 대통령이 해리먼을 적극 보증하며 지지하였던 것도 큰 타격이었다. 그러나 스티븐슨은 전 영부인 엘리노어 루스벨트의 지속적인 지지를 통해 지지를 굳혔다.
스티븐슨은 시카고에서 벌어진 1956년 민주당 전당대회에서 다시 후보 지명을 따냈다. 그의 성공은 소장파 지지자들의 강력한 후원 덕분이었다. 이 젊은 사절단들은 민권 운동은 물론 소련을 향한 더욱 온건한 외교정책을 성원한 "새로운 정치" 운동의 핵심 구성원들이었다. 스티븐슨은 매사추세츠주의 젊은 상원 존 F. 케네디의 강력한 부각에도 불구하고, 자신의 러닝메이트로서 케파우버 상원의원을 선택하였다.
후보 지명에 이어서 스티븐슨은 정력적인 대통령 선거 운동을 수행했다. 그는 300개의 연설을 하고 55,000 마일을 여행하였다. 그는 케네디와 존슨 행정부의 프로그램들으로 이어지는 "새로운 아메리카" 운동에도 적극 참여했다. 그러나 지상에 핵무기 시험들을 끝내자는 그의 공약은 시기상조라는 평가를 받았고, 스티븐슨은 지지를 크게 잃었다.
선거 운동 중에 아이젠하워 대통령은 심장 질환을 앓았고, 건강이 재선에 부담이 될 것이라는 의심을 받았다. 그러나 경제는 불경기를 끝내고 확실한 호황 기조였다. 10월에 아이젠하워 대통령의 주치의들이 건강에 이상이 없다는 증명서를 내걸었을 때, 스티븐슨의 희망은 부서져버렸다. 뒤이어서 수에즈 운하와 헝가리 사태가 연이어 일어났다. 이런 사건들을 겪으면서 정권을 교체할 때가 아니라는 여론이 높아지기 시작했고, 결국 스티븐슨은 저 번에도 미치지 못하는 73명의 선거인단만을 확보했다.
1957년 초순에 그는 동료들 W. 윌러드 워츠, 윌리엄 블레이 주니어와 뉴튼 N. 미노와 함께 법률 개업을 다시 시작하였다. 그는 또한 민주당 고문 임명을 받아들이기도 하였다. 추가로 그는 브리태니카 백과사전에 의하여 비상근으로 고용되었다.

## 1960년 ~ 1965년

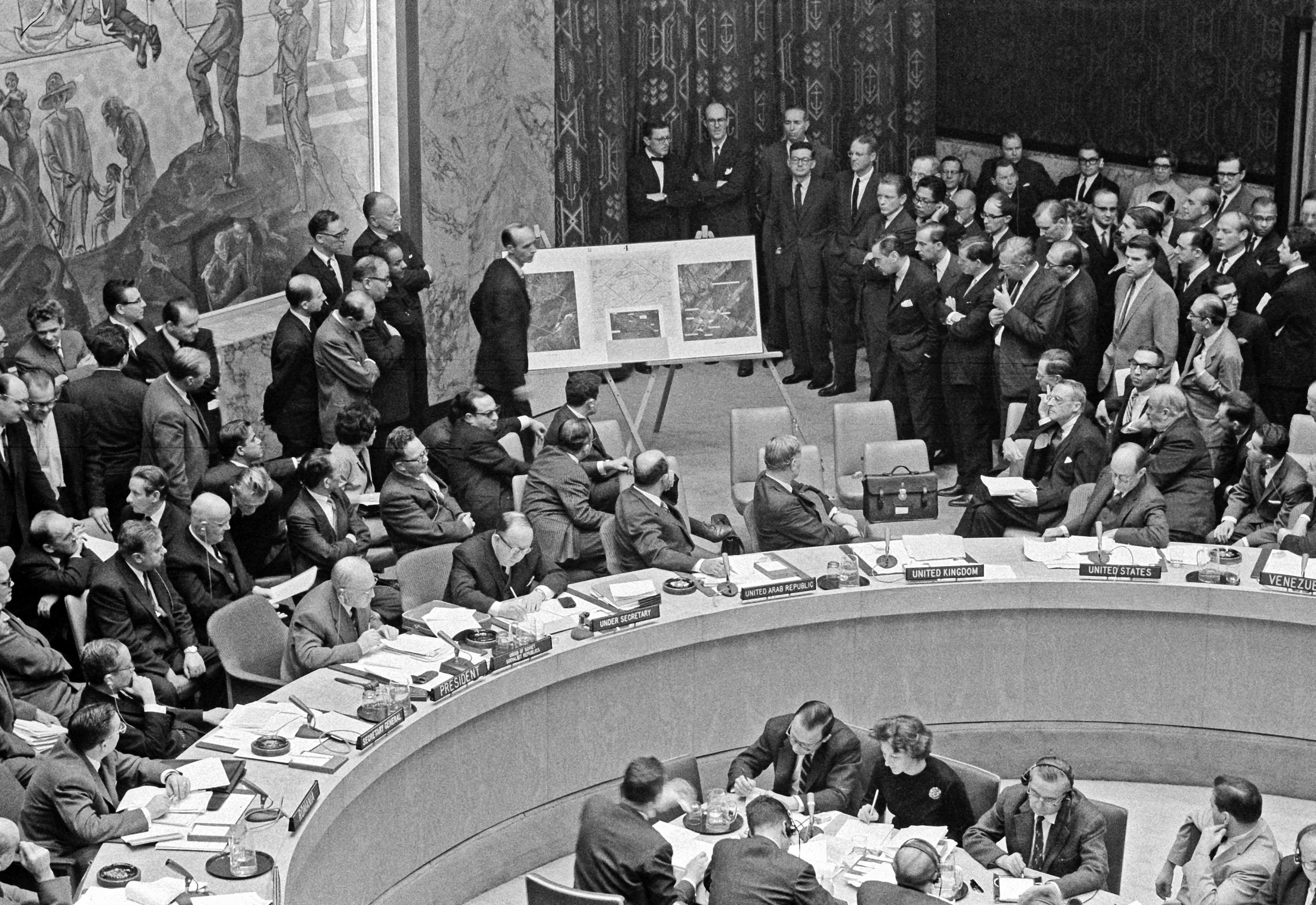
유엔에서 쿠바 미사일의 공중 사진들을 보여주는 스티븐슨

1960년 민주당 전당대회에 앞두고 스티븐슨은 대선에 출마하지 않겠다고 밝혔지만, 추대 형식이라면 받아들일 생각이 있었다. 그는 아직도 후보가 되는 데 희망을 남겨두었기 때문에, 스티븐슨은 존 F. 케네디를 위한 지지연설을 거부했다. 그러나 케네디가 후보 지명을 받자, 항상 큰 인기를 끌던 공공 연설자였던 스티븐슨은 그를 위하여 활동적으로 선거 운동을 벌였다.
두 차례 대통령 후보로 나섰고, 유엔 경력을 고려한 스티븐슨은 자신이 국무장관에 임명되었기를 내심 희망했다. 실제로 케네디는 대선 경선 지지 연설을 부탁할 때 댓가로 국무장관직을 제시하기도 했지만, 당시 협상은 결렬되었을 뿐더러, 케네디와 동생 로버트 케네디는 국무장관직에 강한 배짱이 필요하다고 생각했다. 국무장관 직은 딘 러스크에게 갔다. 스티븐슨은 영국대사, 법률 고문, 유엔 주재 미국 대사 가운데 선택할 수 있었다. 그는 유엔 대사에 임명되었다.
유엔에서 그는 자신이 개인적으로 케네디의 몇몇 정책들에 동의하지 않더라도 정부의 외교정책을 열심히 추진하였다. 그가 유엔 대사를 지낼 때 가장 유명한 일화는 1962년 10월 25일 쿠바 미사일 위기가 일어난 시점에 벌어졌다. 스티븐슨은 유엔 안전 보장 이사회의 긴급 회의에서 그는 압박적으로 소련 대표dls 발레리안 조린에게 소련이 쿠바에서 미사일을 설치하고 있었는지 추궁했다. 조린 대사가 머뭇거리자, 스티븐슨은 "통역을 기다리지 마시오! '예' 혹은 '아니오'라고 답변하시오!"라고 몰아붙였는데, 이 말이 크게 유명해졌다. 조린이 "나는 미국의 피고가 아니며, 그런 식으로 질문하지 말라"라고 되받자, 스티븐슨은 "나는 지옥이 얼어붙을 때까지 대답을 기다리겠다"라고 맞받아쳤다. 그 직후 스티븐슨은 소련이 그렇게 부인하던 쿠바의 미사일 항공 사진들을 공개했다.
1963년 11월 22일 텍사스주 댈러스에서 케네디 대통령의 암살 사건이 있기 1주 전에 스티븐슨은 같은 도시에서 반-유엔 시위자들에 의하여 구타당했다. 이 구타 사건은 우익적인 댈러스가 케네디를 증오했다는 중요한 역사적 근거로 자주 활용되었다.
1965년 7월 14일 런던에서 갑작스런 심근경색으로 사망하였다. 워싱턴 D. C., 스프링필드와 블루밍턴에서 열린 추도회에 이어 스티븐슨은 블루밍턴의 에버그린 묘지에 있는 가족 토지에 안치되었다. 블루밍턴의 유니테리언 교회에서 열린 장례식은 린든 B. 존슨 대통령, 휴버트 험프리 부통령과 대법관 얼 워런을 포함한 많은 국내적 인물들에 의하여 참석되었다.

## 역대 선거 결과
| 선거명      | 직책명          | 대수 | 정당   | 득표율 | 득표수 (선거인단)   | 결과 | 당락                 |
| ----------- | --------------- | ---- | ------ | ------ | ------------------- | ---- | -------------------- |
| 1948년 선거 | 일리노이 주지사 | 31대 | 민주당 | 57.11% | 2,250,074표         | 1위  | 일리노이 주지사 당선 |
| 1952년 선거 | 미국의 대통령   | 34대 | 민주당 | 44.38% | 27,314,992표 (89명) | 2위  | 낙선                 |
| 1956년 선거 | 미국의 대통령   | 34대 | 민주당 | 41.96% | 26,022,752표 (73명) | 2위  | 낙선                 |

1. ↑  트루먼 대통령은 프랭클린 루스벨트의 잔여 임기를 물려받았기 때문에, 루스벨트의 이례적인 4선과 별도로 당시 법과 관행 상 3선의 출마가 가능했다.